# Rugolo (Italia)
Rugolo è una frazione del comune di Sarmede, in provincia di Treviso.

## Geografia fisica
Rugolo è un piccolo centro arroccato sulle pendici della montagna che sovrasta Sarmede, a est rispetto alla frazione maggiore, Montaner.
Vecchi borghi e case sparse si raccolgono intorno all'antica chiesa, dominando sulla pianura veneto-friulana.

## Monumenti e luoghi d'interesse

### Affreschi
Štěpán Zavřel, illustratore cecoslovacco di libri per bambini, si trasferì nel 1968 a Sarmede e vi rimase fino alla morte (1991). Negli ultimi anni ‘80 cominciò a realizzare dipinti murali dando inizio alla tradizione nel paese. Inizialmente usava la tecnica dell'affresco, ma poi finiva per ritoccare i suoi lavori con interventi a secco.
Fin dagli inizi la Fondazione Mostra ha continuato questa tradizione con la collaborazione del Comune di Sàrmede e di privati. Ad oggi sono quasi cinquanta gli affreschi e i dipinti realizzati ad opera di illustratori, artisti e allievi della Scuola Internazionale d'illustrazione di Sàrmede.

### Chiesa di San Giorgio

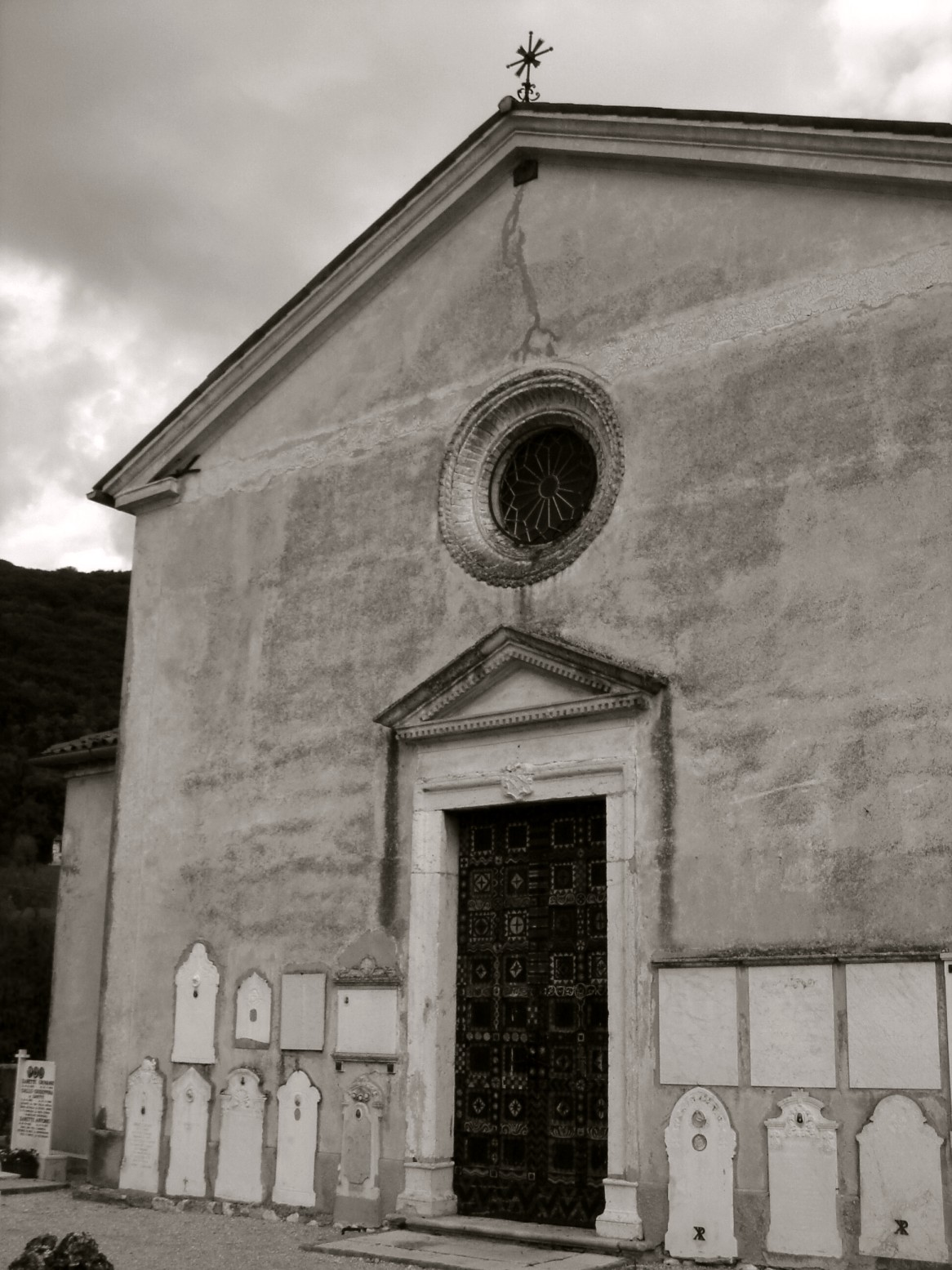
Chiesa di San Giorgio

La chiesa di San Giorgio, alla cui origine longobarda (circa VII secolo) si deve il culto di questo santo, assunse l'attuale aspetto tra XVI e XVII secolo. Fu parte del Patriarcato di Aquileia fino al 1818, quando passò alla Diocesi di Ceneda.
La facciata, rivolta ad ovest, è a capanna, aperto da un rosone e da un portale rettangolare lapideo. Alla parte bassa della superficie di facciata sono addossate delle lapidi e dei cenotafi.